# Comté de Ziebach
Le comté de Ziebach est un comté situé dans l'État du Dakota du Sud, aux États-Unis. En 2010, sa population est de 2 801 habitants. Son siège est Dupree.

## Histoire
Créé en 1911, le comté est nommé en l'honneur de Frank M. Ziebach, éditeur et homme politique local surnommé « le gouverneur » bien qu'il n'occupa jamais ce poste.

## Démographie
Avec 60 % de sa population vivant sous le seuil de pauvreté, le comté de Ziebach est l'un des plus pauvres du pays.
Selon l'American Community Survey, en 2010, 75,16 % de la population âgée de plus de 5 ans déclare parler l'anglais à la maison, 21,81 % déclare parler dakota, 0,90 % l'espagnol, 0,57 % le navajo et 1,56 % une autre langue.
| 1920  | 1930  | 1940  | 1950  | 1960  | 1970  |
| ----- | ----- | ----- | ----- | ----- | ----- |
| 3 718 | 4 039 | 2 875 | 2 606 | 2 495 | 2 221 |

| 1980  | 1990  | 2000  | 2010  | - | - |
| ----- | ----- | ----- | ----- | - | - |
| 2 308 | 2 220 | 2 519 | 2 801 | - | - |